# ملعب إسكيشهرسبور أتاتورك
ملعب إسكيشهرسبور أتاتورك (بالتركية: Eskişehir Atatürk Stadyumu)‏ هو ملعب متعدد الاستخدام في إسكيشهر، تركيا. غالباً ما يتم استخدامه لمباريات كرة قدم وهو الملعب الأساسي لنادي إسكيشهرسبور. لديه سعة لجلوس 13,520 شخص وقد بني في عام 1953. سمي الملعب تيمناً بمؤسس جمهورية تركيا مصطفى كمال أتاتورك.